# Christofer Johnsson
Christofer Jan Johnsson (Stockholm, Švedska, 10. kolovoza 1972.) švedski je glazbenik i producent. Osnivač je i gitarist simfonijskog metal sastava Therion, a prethodno je bio član Carbonized, Liers in Wait, Messiah i Demonoid. Godine 2006. objavio je da više neće pjevati za Therion – iako će ostati gitarist skupine.

## Utjecaji
U djetinjstvu Johnsson je volio slušati klasičnu glazbu i postupno se sve više zanimao za očev rock iz 1950-ih i 1960-ih. Popularna glazba koja se u to doba puštala na radiju uglavnom je imala mnogo žica u sebi, i iako mu se mnogo toga nije svidjelo, ipak je uspjela utjecati na njega. Kao sedmogodišnjak čuo je prvi puta progresivni rock kao temu u norveškom dječjem programu. S devet godina počeo je slušati sastav The Beatles, koji su također koristili limena i žičana glazbala u pjesmama poput "Penny Lane". Dvije godine kasnije, njegov glazbeni ukus se promijenio jer je počeo slušati sastave hard rocka i heavy metala kao što su Accept, Judas Priest, Iron Maiden, Manowar, Ozzy Osbourne, Black Sabbath i Uriah Heep. Neki od tih sastava imali su simfonijske elemente u nekim svojim pjesmama. Kad je imao 14 godina, počeo je slušati sirovije heavy metal-sastave kao što su Metallica, Slayer, Bathory i posebice Celtic Frost. Jedan od njegovih prijatelja odsvirao mu je B-stranu albuma sastava Scorpions i Johnsson se odmah zaljubio u starije albume skupine. Uli Jon Roth, koji je svirao gitaru na ovim albumima, raskinuo je sa Scorpionsima i osnovao sastav Electric Sun. Christofer je nakon duge potrage uspio pronaći primjerak jednog od njihovih albuma, a na kraju je postao opsjednut glazbom. Spominje Rotha kao jednog od svojih najvećih utjecaja na ranim simfonijskim albumima Theriona.

## Privatni život
Johnsson je živio u vili koju je sam nacrtao ("Villa Adulruna") južno od Stockholma sa svojom djevojkom Minom Karadžić. Godine 2020. su prodali vilu i preselili se na otok Gozo, Malta. Vegetarijanac je od 1997. i ima dijete.
U srpnju 1992. kuća Johnssonovih roditelja zapaljena je. Christofer je bio na turneji i nije bio kod kuće u vrijeme incidenta. Samo jedan centimetar stražnjih vrata bio je oštećen prije nego što je vatra ugašena, no događaj je objavljen u medijima i izazvao je mnoge glasine na sceni metala.

### Zdravstveni problemi
U siječnju 2017., Johnsson je otkrio da je patio od intenzivne boli u vratu i ramenima,te su mu dijagnosticirane dvije spinalne diskus hernije (navodno nastale zbog godina headbanginga), i bio je u opasnosti da izgubi sposobnost nastupa uživo. Kao rezultat toga, projekt rock opere je odgođen, a sastav je umanjivao svoje setove pjesama na koncertima kako bi Johnsson mogao nastupiti. Do 8. travnja Johnsson je objavio da je uspio izbjeći operaciju jer mu se stanje poboljšalo fizioterapijom i da će do kolovoza nastaviti nastupati na festivalima.